# Балимъни
Балимъ̀ни (на английски: Ballymoney; на ирландски: Baile Monaidh) е град в северната част на Северна Ирландия. Разположен е в район Балимъни на графство Антрим на около 65 km северозападно от столицата Белфаст. Главен административен център на район Балимъни. Има жп гара. Населението му е 9201 жители по данни от преброяването през 2001 г.

## Побратимени градове
- Бенбрук, Тексас, САЩ
- Ванв, Франция